# Violence des échanges en milieu tempéré
Violence des échanges en milieu tempéré je francouzsko-belgický hraný film z roku 2004, který režíroval Jean-Marc Moutout. Snímek měl světovou premiéru na filmovém festivalu v Locarnu dne 9. srpna 2003.

## Děj
Philippe Seigner je mladý konzultant, který vystudoval obchodní školu a pracuje nyní v poradenské firmě pro podnikový management. Jeho prvním úkolem je provést audit průmyslové společnosti Janson, aby ji připravil na převzetí velkou skupinou, bez vědomí jejích zaměstnanců. Když se pustí do práce, zjistí, že bude muset napsat profil každého zaměstnance v továrně, který nakonec určí, kdo z nich bude v důsledku převzetí propuštěn.
Philippe je rozpolcený mezi svým nadřízeným Hugem, který ho velmi profesionálním a extrémně chladným způsobem tlačí k racionalizaci a ziskovosti společnosti, a tím i k vyhazovu lidí, a svou novou přítelkyní Evou, která je pobouřena Philippovým úkolem.

## Obsazení
| Jérémie Renier     | Philippe Seigner |
| Laurent Lucas      | Hugo Paradis     |
| Cylia Malki        | Eva Lorand       |
| Olivier Perrier    | Roland Manin     |
| Samir Guesmi       | Adji Zerouane    |
| Martine Chevallier | Suzanne Delmas   |
| Pierre Cassignard  | Thierry Molinaro |
| Nozha Khouadra     | Samia Zerouane   |
| Danièle Graule     | matka Evy        |
| Bernard Sens       | Serge            |
| Valérie Keruzoré   | Marine           |
| Mikaël Chirinian   | Greg             |
| David Migeot       | Stan             |
| Alain Rimoux       | François Dehaye  |
| Jacqueline Bollen  | Monique          |
| Loïse Palenzuela   | Louise           |

## Ocenění
- César: nominace v kategorii nejlepší filmový debut (Jean-Marc Moutout)